# قشلاق حاج امیر محرم
قشلاق حاج امیر محرم یک منطقهٔ مسکونی در ایران است که در بخش اسلام‌آباد واقع شده‌است. قشلاق حاج امیر محرم ۸۳ نفر جمعیت دارد.